# Dry & Heavy
A Dry & Heavy egy japán dub/reggae-együttes. 

## Története
1991-ben alapította Nanao Sigemoto (Dry) dobos és Akimoto Takesi (Heavy) basszusgitáros. Neve Burning Spear jamaicai reggae-énekes azonos című albumából származik. 1995-ös Dry & Heavy című albumukat a következő felállással készítették: Ucsida Naoki volt a dub kontroller, Toike Micuhiro a billentyűs, Horigucsi Kei gitáros, Likkle Mai és Inoue Ao a vokális duó. Az 1970-es évekbeli jamaicai dubhangzás – King Tubby, Lee Perry és mások – észrevehető hatással voltak rájuk, de hangzásuk modernebb.
2001-ben Japán legnagyobb zenei fesztiválja, a Fuji Rock Fes alatt Akimoto bejelentette, hogy kilép, helyére az Audio Active basszusgitárosa, Pata lépett. Akimoto korábban szintén az Audio Active basszusgitárosa volt, Nanao pedig a dobosuk.
2002-es Dub Creation című albumuk óta nem rögzítettek új felvételeket, de továbbra is fellépnek.

## Diszkográfia

### Stúdióalbumok
- Dry & Heavy (1997)
- One Punch (1998)
- Full Contact (2000)
- King Jammy Meets Dry and Heavy in the Jaws of the Tiger (2000)
- From Creation (2002)
- Dub Creation (2002)

### Kislemezek
- Mr. Blueflame (1999)
- Somebody Has Come (1999)
- Radical Star (1999)
- Dawn Is Breaking (2000)
- Rumble (2000)
- Love Explosion (2000)
- Less Is More (2000)
- Strictly Baby (2002)
- In a Fine Smile (2002)
- New Creation/Right Track (2002)